# Aboba
Aboba, jedno od indijanskih plemena koji su živjeli na području brazilske države Rondônia, odnosno (po drugim izvorima) na rijeci rio Corumbá na Mato Grossu. Klasificiraju se porodici huarian (u Aikaná ili Masaka govornike),.